# کاسا، کلرادا، نیومکزیکو
کاسا (به انگلیسی: Casa Colorada) یک منطقهٔ مسکونی در ایالات متحده آمریکا است که در شهرستان ولنسیا، نیومکزیکو واقع شده‌است. کاسا ۲۷۲ نفر جمعیت دارد و ۱٬۴۶۱ متر بالاتر از سطح دریا واقع شده‌است.